# Pons van Tripoli
Pons van Tripoli (Latijn: Pontius; ca. 1098 - 1137) was graaf van Tripoli vanaf 1112 tot zijn dood. Hij was een zoon van Bertrand van Toulouse, graaf van Tripoli en Helena van Bourgondië. Pons trouwde met Cecile van Frankrijk, een weduwe van zijn mentor Tancred, prins van Galilea en een dochter van Filips I van Frankrijk. Samen met Cecile kreeg hij twee zoons Raymond II van Tripoli, Filips en een dochter Agnes.

## Levensloop
Het huwelijk met Cecile was van maatschappelijk belang, omdat het tussen de Noormannen en Provençalen niet goed boterde. Doordat het adellijke geslacht samenging werden de gemoederen tussen beiden kampen gerustgesteld.
In 1118 verbroederde Pons zich met koning Boudewijn II van Jeruzalem, de twee hadden hun hulp toegezegd aan Rogier van Salerno tijdelijk regent van Antiochië, die in conflict lag met Ilghazi, leider van de Artuklu. In 1119 aarde het conflict in de Slag van Ager Sanguinis. Rogier was zonder Pons en Boudewijn aan deze strijd begonnen en delfde daarin het onderspit.
In 1124 hielp Pons, Boudewijn bij het veroveren van Tyrus, toentertijd nog een van de weinige steden die in moslim handen was. In 1125 had Pons een groot aandeel in de overwinning bij de Slag van Azaz. Rond 1131 kwam Pons in conflict met Fulk van Jeruzalem die dat jaar Boudewijn II opvolgde als koning van Jeruzalem, dit mondde uit in de Slag van Rugia.
In 1137 werd Tripoli aangevallen door de atabeg van Damascus, hierbij kwam Pons om het leven.

Wapen van Tripoli

## Voorouders
| Voorouders van Pons van Tripoli (1098-1137) | Voorouders van Pons van Tripoli (1098-1137)                          | Voorouders van Pons van Tripoli (1098-1137)                          | Voorouders van Pons van Tripoli (1098-1137)                          | Voorouders van Pons van Tripoli (1098-1137)                          | Voorouders van Pons van Tripoli (1098-1137)                           | Voorouders van Pons van Tripoli (1098-1137)                           | Voorouders van Pons van Tripoli (1098-1137)                           | Voorouders van Pons van Tripoli (1098-1137)                           |
| ------------------------------------------- | -------------------------------------------------------------------- | -------------------------------------------------------------------- | -------------------------------------------------------------------- | -------------------------------------------------------------------- | --------------------------------------------------------------------- | --------------------------------------------------------------------- | --------------------------------------------------------------------- | --------------------------------------------------------------------- |
| Overgrootouders                             | Pons van Toulouse (998-1060) ∞ Almodis van La Marche (~1020-1071)    | Pons van Toulouse (998-1060) ∞ Almodis van La Marche (~1020-1071)    | ? (-) ∞ ? (-)                                                        | ? (-) ∞ ? (-)                                                        | Hendrik van Bourgondië (1035-1066) ∞ ? (-)                            | Hendrik van Bourgondië (1035-1066) ∞ ? (-)                            | Willem I van Bourgondië (1020-1087) ∞ Stephania van Longwy-Metz       | Willem I van Bourgondië (1020-1087) ∞ Stephania van Longwy-Metz       |
| Grootouders                                 | Raymond IV van Toulouse (1041-1105) ∞ ? (-)                          | Raymond IV van Toulouse (1041-1105) ∞ ? (-)                          | Raymond IV van Toulouse (1041-1105) ∞ ? (-)                          | Raymond IV van Toulouse (1041-1105) ∞ ? (-)                          | Odo I van Bourgondië (1060-1102) ∞ Sibylla van Bourgondië (1065-1101) | Odo I van Bourgondië (1060-1102) ∞ Sibylla van Bourgondië (1065-1101) | Odo I van Bourgondië (1060-1102) ∞ Sibylla van Bourgondië (1065-1101) | Odo I van Bourgondië (1060-1102) ∞ Sibylla van Bourgondië (1065-1101) |
| Ouders                                      | Bertrand of Toulouse (1065-1112) ∞ Helena van Bourgondië (1080-1141) | Bertrand of Toulouse (1065-1112) ∞ Helena van Bourgondië (1080-1141) | Bertrand of Toulouse (1065-1112) ∞ Helena van Bourgondië (1080-1141) | Bertrand of Toulouse (1065-1112) ∞ Helena van Bourgondië (1080-1141) | Bertrand of Toulouse (1065-1112) ∞ Helena van Bourgondië (1080-1141)  | Bertrand of Toulouse (1065-1112) ∞ Helena van Bourgondië (1080-1141)  | Bertrand of Toulouse (1065-1112) ∞ Helena van Bourgondië (1080-1141)  | Bertrand of Toulouse (1065-1112) ∞ Helena van Bourgondië (1080-1141)  |

## Bron
- Steven Runciman - De geschiedenis van de Kruistochten, volume II The Kingdom of Jerusalem.
- Jean-Luc Déjean, Les comtes de Toulouse (1050-1250) , Fayard, 1979, p. 122 et 123. ISBN 2-213-02188-0
- Willem van Tyrus, A History of Deeds Done Beyond the Sea, trad. E. A. Babcock and A. C. Krey. Columbia University Press, 1943.